# Schweizerisch-Paraguayische Handelskammer
Die Schweizerisch-Paraguayische Handelskammer ist eine binationale Handelskammer in Asunción, Paraguay. Die Kammer wurde am 9. März 2017 mit dem Ziel gegründet, die wirtschaftlichen Interessen der Schweiz in Paraguay nach der Schliessung der Schweizer Botschaft in Asunción im Vorjahr zu vertreten.